# 俄羅斯入侵烏克蘭時間軸 (2023年10月)

俄羅斯入侵烏克蘭的動態地圖（參見可交互的俄烏戰爭詳細地圖）

本條目主要列出俄羅斯入侵烏克蘭在2023年10月的過程。

## 6月9日
烏克蘭南方作戰司令部發言人表示，防空部隊在敖德薩和尼古拉耶夫地區擊落至少15架無人機，形容俄軍試圖令防空系統超負荷，另有16枚精密制導導彈瞄準赫爾松州。切爾卡瑟州長表示，俄軍對該州發動無人機襲擊，至少造成1名平民受傷。哈爾科夫州長表示，俄軍對哈爾科夫市發射3枚S-300導彈，並炮擊沃夫昌斯克，至少造成1名平民受傷。。頓涅茨克州州長表示，俄軍對萊曼發射2架無人機。
烏克蘭武裝部隊總參謀部表示，自全面入侵以來，俄羅斯在烏克蘭損失278,570名士兵，過去一天俄羅斯部隊有440人傷亡，累計損失4,702輛坦克、8,991輛裝甲戰車、8,883輛汽車和油箱、6,477個火炮系統、798個多發火箭發射系統、537個防空系統、316架飛機、316架直升機、5,043架無人機、20艘船隻和1艘潛艇。
俄羅斯傳媒報道，烏克蘭無人機成功襲擊索契阿德勒空軍基地和斯摩棱斯克的飛機工廠。烏克蘭軍事情報部門表示，對斯摩棱斯克的無人機襲擊成功造成重大破壞，4架無人機中有3架擊中工廠，該工廠用於生產Kh-59巡航導彈。俄控克里米亞官員表示，占科伊的2座倉庫受到被擊落的烏克蘭導彈碎片破壞。
烏克蘭總統澤連斯基在「烏克蘭保衛者日」活動上表示，烏克蘭再也不會用子女的未來和國家主權換取虛假的和平承諾。
俄羅斯前總統，聯邦安全委員會副主席梅德韋傑夫表示，俄羅斯打算奪取烏克蘭更多地區，繼續戰爭，直到烏克蘭政府被完全摧毀，俄羅斯最原始領土獲得解放。
美國參眾兩院通過短期撥款法案，讓聯邦政府避過「停擺」危機，但由於兩黨議員無法就烏克蘭援助問題達成共識，法案剔除此前提出的60億美元援助烏克蘭資金。烏克蘭總統辦公室負責人則表示，這不應被解釋為美國對烏克蘭的支援的改變。

## 10月2日
烏克蘭當局表示，截至2日上午9時，俄羅斯在過去24小時內，一共襲擊9個州，至少造成5名平民死亡，15名平民受傷。烏克蘭空軍表示，凌晨俄軍發射7架無人機，其中4架遭擊落。赫爾松州檢察官辦公室表示，俄軍炮擊赫爾松，至少造成1名警察死亡，3名市民受傷。總檢察長辦公室表示，俄軍襲擊哈爾科夫州庫皮揚斯克，至少造成2名平民受傷。
烏克蘭武裝部隊總參謀部表示，自全面入侵以來，俄羅斯在烏克蘭損失279,080名士兵，過去一天俄羅斯部隊有510人傷亡，累計損失4,717輛坦克、9,000輛裝甲戰車、8,909輛汽車和油箱、6,525個火炮系統、801個多發火箭發射系統、540個防空系統和5,061架無人機等。烏克蘭數字化轉型部長表示，烏克蘭無人機部隊在上月尾至本月初，摧毀或損壞俄軍69門拖曳火炮和17門自行榴彈炮。
非牟利智庫「戰爭研究所」表示，由於南部靠近克里什奇夫卡和安德里夫卡的表現不佳，俄羅斯國防部解除安德烈·賽切沃伊中將指揮巴赫穆特方向的職務。
歐盟各成員國外長出席在烏克蘭首都基輔舉行的會議，是會議首次在歐盟以外的地方舉行。歐盟外交與安全政策高級代表博雷利和烏克蘭總統澤連斯基均形容會議是歷史性，目的是要表達歐盟仍然團結一致地支持烏克蘭。
德国政府表示，將向乌克兰提供新一批軍事援助，其中包括3萬2千多发40毫米弹药、数十辆全地形和边境防护车辆、豹式坦克的无线电设备、一辆海狸架桥坦克和两辆Wisent 1扫雷坦克等。

## 10月3日
烏克蘭空軍表示，俄軍向烏克蘭發射31架無人機和1枚9K720伊斯坎德爾飛彈，防空部隊擊落29架無人機和1枚9K720伊斯坎德爾導彈。赫爾松州長表示，俄軍對安東尼夫卡發動空襲，至少造成1名平民死亡，16名平民受傷。頓涅茨克州檢察官辦公室表示，俄軍襲擊阿夫迪夫卡、伊利尼夫卡和維什內夫，至少造成7名平民受傷。哈爾科夫州長表示，俄軍襲擊博羅瓦，至少造成1名平民受傷。
烏克蘭武裝部隊總參謀部表示，自全面入侵以來，俄羅斯在烏克蘭損失279,440名士兵，過去一天俄羅斯部隊有360人傷亡，累計損失4,732輛坦克、9,008輛裝甲戰車、8,932輛汽車和油箱、6,565個火炮系統和5,080架無人機等。
俄羅斯國防部表示，部隊在克里米亞海岸附近擊落1枚烏克蘭海王星反艦導彈。俄羅斯布良斯克州長表示，烏克蘭使用集束炸彈轟炸克利莫沃。俄羅斯聯邦調查委員會宣佈，指控烏克蘭武裝部隊的4名高層，包括軍事情報局局長、海軍和空軍指揮官在俄羅斯領土上實施恐怖主義行為。
烏克蘭總統澤連斯基訪問正在庫皮揚斯克至萊曼戰線上作戰的部隊。
英國武裝部隊部長表示，烏克蘭最近對俄羅斯黑海艦隊的襲擊，導致俄羅斯海軍在黑海「功能性失敗」。
乌克兰国家预防腐败局宣布，由於中国石化集团、中海油和中石油一直投資俄罗斯能源项目并购买俄罗斯石油和天然气，該機構將這些公司列入乌克兰战争国际赞助者名单。
原立場親俄的亞美尼亞，在納戈爾諾—卡拉巴赫地區衝突後，國會通過批准國際刑事法院創立章程「羅馬規約」，待總理簽署後亞美尼亞需按國際刑事法院通緝令，拘捕俄羅斯總統普京。
諾貝爾物理學獎得主匈牙利裔科學家費倫茨·克勞斯宣布，將奬金捐贈給其去年為幫助烏克蘭而創立的慈善機構，為學童提供學習機會，幫助烏克蘭學生免費接受高等教育。

## 10月4日
烏克蘭當局表示，截至4日上午9時，俄羅斯在過去24小時內，一共襲擊9個州，至少造成1名平民死亡，24名平民受傷。第聶伯羅彼得羅夫斯克州長表示，俄軍襲擊尼科波爾，至少造成1名平民受傷。
烏克蘭武裝部隊總參謀部表示，自全面入侵以來，俄羅斯在烏克蘭損失279,890名士兵，過去一天俄羅斯部隊有450人傷亡，累計損失4,745輛坦克、9,026輛裝甲戰車、8,962輛汽車和油箱、6,612個火炮系統和5,121架無人機等。乌克兰軍事情報局表示，特种部队登陆克里米亚并与俄罗斯军队交战，双方各有损失，特種部隊按预定計劃撤退。烏克蘭國家安全局透露使用无人机击中俄羅斯别尔哥罗德附近的S-400防空系统。
俄羅斯國防部表示，部隊凌晨在別爾哥羅德、布良斯克和庫爾斯克地區上空擊落31架烏克蘭無人機。
烏克蘭總統澤連斯基表示，烏軍正在穩步推進，但武器、彈藥和防空系統短缺，造成困難，亦表示主動權掌握在烏克蘭手中。烏克蘭國家安全局表示，逮捕三人，涉嫌向俄方透露情報，包括一名俄罗斯公民。哈爾科夫市長表示，計劃在該市建造第一所全地下學校，以保護學生免受俄羅斯襲擊。
非牟利智庫「戰爭研究所」表示，俄軍將多艘黑海艦隊艦艇由俄佔塞瓦斯托波爾轉移到俄羅斯新羅西斯克的一個港口，避免艦艇遭到烏克蘭進一步襲擊。
俄羅斯法院判處前國家電視臺記者，已經離開俄羅斯的瑪麗娜·奧斯雅尼可娃，涉嫌故意傳播關於俄羅斯武裝部隊的虛假資訊，監禁八年半，奧斯雅尼可娃曾突然在新聞直播中，高舉寫有「停止戰爭」和「他們在對你撒謊」的紙牌。
立陶宛外交部長表示，烏克蘭的農產品獲准經波羅的海港口克萊佩達出口。
美國中央司令部表示，已經向烏克蘭武裝部隊轉移100多萬發繳獲的伊朗彈藥。
斯洛伐克總統表示，必須尊重斯洛伐克議會選舉結果，拒絕簽署現屆政府提出的新援助烏克蘭方案。
聯合國人權事務專員發表報告，表示調查後發現俄烏雙方互相指責對方製造的奧列尼夫卡監獄大屠殺事件，認為事件並非俄方所講，監獄遭烏軍海馬斯導彈擊中。
國際足總宣佈，來自俄羅斯的17歲以下運動員可以使用中立身分參加國際足球比賽，包括不能展示俄羅斯國旗或其配色，以及以「俄羅斯足球聯盟」名義參賽，早前歐足聯宣布類似安排後，烏克蘭等多國表明會抵制有關賽事。

## 10月5日
烏克蘭空軍表示，俄軍凌晨發射29架無人機，防空部隊擊落24架。赫爾松州長表示，俄軍襲擊赫爾松州，至少造成2名平民死亡，1名平民受傷。
烏克蘭武裝部隊總參謀部表示，自全面入侵以來，俄羅斯在烏克蘭損失280,470名士兵，過去一天俄羅斯部隊有580人傷亡，累計損失4,757輛坦克、9,052輛裝甲戰車、8,980輛汽車和油箱、6,643個火炮系統和5,129架無人機等。
烏克蘭當局表示，俄軍使用導彈襲擊哈爾科夫州庫皮揚斯克區赫羅扎，至少造成56名平民死亡，6名平民受傷，全面入侵後，赫羅扎的常住人口只有約100人。哈爾科夫州檢察官辦公室發言人表示，俄軍導彈擊中一家雜貨店和一家咖啡館，當時至少有60人聚集在咖啡館內為一名陣亡士兵舉行追悼會，該名士兵的母親、妻子和兒子均在襲擊中死亡。烏克蘭內政部長克利緬科表示，初步調查結果顯示，俄軍發射伊斯坎德爾導彈，令羅札六分之一土地被夷平。哈爾科夫州長表示，一連三日全州悼念。國防部表示，當地並無軍事設施，批評俄軍是恐怖份子。烏克蘭總統澤連斯基，譴責攻擊，指俄羅斯犯下明顯殘酷的罪行和完全蓄意的恐怖主義行為。聯合國秘書長古特雷斯表示，國際人道法禁止攻擊平民及民用設施，攻擊必須立即停止。歐盟外交與安全政策，高級代表博雷利表示，故意攻擊平民是戰爭罪行。
俄罗斯国防部表示，防空系统在别尔哥罗德州击落7架乌克兰无人机，在库尔斯克州击落1架无人机。
烏克蘭國防部長宣布，任命3名新國防部副部長。數字轉型部長示，烏克蘭IT部隊對俄羅斯最大機場發動襲擊，癱瘓機場系統。
非政府組織「拯救烏克蘭」表示，從俄佔地區救回19名兒童，令總數達到196人。
烏克蘭總統澤倫斯基抵達西班牙格拉納達，參加歐洲政治共同體峰會，並與多個歐洲領導人會面，其中，西班牙承诺向乌克兰提供六套MIM-23鷹式飛彈系統，德国总理承诺提供一套爱国者防空系统，英国承诺提供人道主义援助。
俄羅斯總統普京在索契出席瓦爾代國際辯論俱樂部會議，批評西方國家在烏克蘭戰事上脫離現實，拒絕妥協，指俄羅斯試圖結束這場戰爭，又表示，俄羅斯並沒有發動烏克蘭戰爭，相反是在試圖結束這場戰爭，但西方不斷增加的軍事及政治壓力，迫使俄羅斯必須作出回應，俄羅斯一再表示反對烏克蘭加入北約，因為這會威脅俄羅斯的安全，認為烏克蘭的經濟，若無外國支援便無法生存，外國一旦停止軍事援助，烏克蘭一周內便會戰敗。

## 10月6日
烏克蘭哈爾科夫州長表示，俄羅斯連續第二日對哈爾科夫州發動導彈襲擊，兩枚9K720伊斯坎德爾飛彈擊中當地，至少造成一名10歲男孩死亡，30名平民受傷，包括一名11個月大嬰兒。烏克蘭空軍表示，俄軍凌晨發射33架無人機，防空部隊擊落25架。赫尔松州州长表示，俄军对赫尔松市一栋高层建筑发动导弹袭击，至少造成一名平民受伤。
烏克蘭武裝部隊總參謀部表示，自全面入侵以來，俄羅斯在烏克蘭損失281,090名士兵，過去一天俄羅斯部隊有620人傷亡，累計損失4,777輛坦克、9,082輛裝甲戰車、9,015輛汽車和油箱、6,666個火炮系統和5,158架無人機等。
烏克蘭總統澤連斯基表示，在即將到來的冬天，俄羅斯將試圖透過更多的襲擊來摧毀烏克蘭的能源基礎設施，包括試圖「繞過」防空系統。國家安全局表示，烏克蘭從3名俄羅斯寡頭，包括米哈伊爾·弗里德曼、彼得·阿文和安德烈·科索戈夫手中沒收超過4.64億美元的資產。
非政府組織「戰俘待遇協調總部」表示，已經從俄佔地區尋回64名陣亡烏克蘭士兵的屍體。非牟利智庫「戰爭研究所」表示，烏克蘭軍事消息人士，基輔部隊在安德里夫卡附近的巴赫穆特東南約8公里處成功進攻，根據地理定位鏡頭顯示，烏克蘭軍隊已經向羅博季涅東南約6公里的羅布坦尼和韋爾博韋推進。另外，研究所認為，烏克蘭進攻的速度，在很大程度上將透過西方向烏克蘭提供適當的武器和彈藥以及非致命用品來衡量，而不僅僅是冬季天氣條件或任何特定的武器系統。
瑞典國防部宣佈，將向烏克蘭提供價值1.998億美元的新軍事援助計劃，並要求武裝部隊評估瑞典是否可以向烏克蘭提供JAS 39獅鷲戰鬥機。
联合国人權事務高級專員辦事處发言人伊丽莎白·特罗塞尔表示，对俄罗斯袭击乌克兰东部哈尔科夫州赫羅扎村一事深感震惊并谴责有关杀戮，并表示已派出一支专家小组前往调查。奥地利外交部表示，就哈尔科夫州赫罗扎村遭受导弹袭击一事召见俄罗斯驻奥地利大使德米特里·卢宾斯基，并强调俄军这次对民用设施的袭击再次违反国际人道主义法。
荷兰政府宣布，基于乌克兰当局、世界银行和欧洲联盟委员会的需求评估，将拨款1.02亿欧元用于向乌克兰提供新援助计划。其中，6000万欧元将用于支持那些希望为乌克兰的重建做出贡献的荷兰公司；3000万欧元将用于购买天然气和供应电网备件，帮助乌克兰做好冬季供暖和用电准备；1200万欧元则用于支持乌克兰新解放的领土。
美国商务部宣佈将向俄罗斯军事和国防工业提供后勤支持的42家中国公司和其他国家的7家公司列入出口管制名单。
俄羅斯駐維也納國際組織代表表示，俄羅斯計劃退出《全面禁止核試驗條約》，批評條約對俄羅斯而言並不公平。俄占克里米亚最高法院判处乌克兰活动家谢尔希-齐吉帕监禁13年，齐吉帕于2022年在俄佔赫尔松被绑架，被指控替乌克兰当局从事间谍活动。

## 10月7日
烏克蘭敖德萨州州長表示，俄軍對敖德薩州南部發動導彈襲擊，擊中港口附近的賓館和穀物筒倉，至少造成四名平民受傷，烏克蘭南方司令部則表示，俄军从俄占克里米亚发射SS-N-26球果导弹攻擊有關設施。波尔塔瓦州州长表示，俄军连夜对波尔塔瓦州发动了导弹袭击，其中一枚导弹擊中米尔霍罗德区九座私人住宅，沒有人员伤亡報告。苏梅州军事管理局表示，俄军对边境地区发动了两次导弹袭击。其中，俄军使用BM-21火箭炮袭击了德魯日巴，亦使用迫击炮袭击克拉斯諾皮利亞。扎波羅熱州長表示，俄軍對扎波羅熱州東南部發動集束彈襲擊，至少造成1名平民死亡，2名平民受傷。哈爾科夫州長表示，俄軍對哈爾科夫州佩列西奇涅發動火箭彈襲擊，至少造成2名平民受傷。
烏克蘭武裝部隊總參謀部表示，自全面入侵以來，俄羅斯在烏克蘭損失281,700名士兵，過去一天俄羅斯部隊有610人傷亡，累計損失4,800輛坦克、9,102輛裝甲戰車、9,073輛汽車和油箱、6,688個火炮系統和5,185架無人機等。烏克蘭軍方塔夫里亞作戰戰略小組发言人表示，在过去的一天内，俄军在塔夫里亚地区损失338名士兵，其中52套军事装备、1个弹药库和另一处重要军事设施被摧毁，俄军亦在馬林卡和新米哈伊利夫卡发动10多次未成功的进攻。另外，發言人表示，烏軍正向科帕尼和新普羅科皮夫卡以北推進，俄軍損失急劇增加，在過去的24小時內，俄軍發動14次空襲和782次炮擊，以及22次戰鬥，烏克蘭部隊則執行1265次射擊任務。烏克蘭武裝部隊東部集團發言人表示，俄軍在巴赫穆特方向襲擊烏克蘭武裝部隊陣地433次，並2次使用戰機，烏軍亦摧毀俄軍火炮系統、無人機和2個彈藥庫，另外烏軍在東部各個方向推進100米到300米，而俄軍繼續試圖在安德里伊夫卡附近收復失去的陣地，總共發生10次戰鬥，消滅近170名俄軍，5個投降。另外，發言人表示，在過去一天，俄軍在利曼-庫皮揚斯克戰線發動774次襲擊，創入侵以來新紀錄，並摧毁俄军25辆坦克，其中包含T-72型和T-90型。
俄羅斯國防部表示，俄佔克里米亞遭到兩次襲擊。俄羅斯國營傳媒表示，俄佔赫爾松新卡霍夫卡市發生汽車炸彈襲擊，導致統一俄羅斯黨成員弗拉基米爾·馬洛夫死亡。
俄羅斯獨立媒體Mediazona與BBC新聞俄語根據公共來源，包括訃告、親屬、地區媒體和地方當局的報道，證實過去19個月在俄羅斯全面入侵烏克蘭的戰爭中喪生的33,904名俄羅斯士兵的名字，並明確表示，實際數字可能更高。
烏克蘭總理什梅加爾表示，已有200多家烏克蘭公私營公司開始研發無人機，國內產量在一年內增長一百倍。
國際奧林匹克委員會主席宣布，就烏克蘭奧林匹克委員會的要求，開始調查俄羅斯奧林匹克委員會在俄佔地區上設立「奧林匹克」名義的區域組織，是否違反《奧林匹克憲章》及相關規例。
乌克兰已开始与日本就《支持乌克兰联合声明》规定的提供安全保障的双边协议进行第一轮谈判，而日本也成为继美国、英国、加拿大之后第四个与乌克兰展开相关谈判的国家。乌方谈判小组组长强调，与日本开始双边磋商不仅确认了其战略伙伴关系，也表明了全球对乌克兰的支持不仅仅局限于欧洲与北美国家。

## 10月8日
烏克蘭赫爾松州長表示，俄軍凌晨對赫爾松州發動多次襲擊，至少造成16名平民受傷，包括1名嬰兒。另外，俄軍亦炮擊安東尼夫卡和金迪卡，合共造成4名平民受傷。頓涅茨克州代理州長表示，俄軍向科斯蒂安蒂尼夫卡發射9K720伊斯坎德爾飛彈，至少造成4名平民受傷。盧甘斯克軍事管理局局長表示，俄軍分別對涅夫西克和新柳比夫卡發射KAB-500制導飛彈以及多管火箭炮。哈爾科夫州長表示，俄軍對沃夫昌斯克發動襲擊，至少造成1名平民死亡。
烏克蘭武裝部隊總參謀部表示，自全面入侵以來，俄羅斯在烏克蘭損失282,280名士兵，過去一天俄羅斯部隊有580人傷亡，累計損失4,821輛坦克、9,123輛裝甲戰車、9,111輛汽車和油箱、6,705個火炮系統和5,190架無人機等。另外，總參謀部表示，烏軍分別在庫皮揚斯克、巴赫穆特、利曼、阿夫迪伊夫卡和馬林卡方向擊退俄軍襲擊，總共與俄軍發生33次小規模衝突。烏克蘭塔夫里亞戰略行動小組發言人表示，過去一天，部隊總共執行1212次火力任務，殲滅241名俄軍士兵，兩人投降，摧毀21件俄軍武器，包括2輛坦克、8輛步兵戰車、3輛火炮系統等，俄軍發動11次空襲和610次炮擊，並在塔夫里亞戰略行動小組責任區交戰36次，其中在頓涅茨克州的阿夫迪伊夫卡和五一村等地區發動20多次未成功的襲擊，烏軍在沃佳内等地區擊退約10次襲擊，並繼續向梅利托波爾的方向進攻。
烏克蘭軍事情報局局長表示，早前特別行動小組曾三次試圖在第聶伯羅河左岸登陸，以便為解放被佔領的安赫德和扎波羅熱核電站。
英國國防部表示，幾乎可以肯定烏克蘭在東部解放至少125平方公里領土。
波蘭總統杜達表示，波蘭和烏克蘭之間沒有外交衝突，解決糧食貿易爭端的談判仍然繼續，但涉及到與基輔的關係時，波蘭的利益將永遠屬於優先事項。

## 10月9日
烏克蘭當局表示，截至9日上午9時，俄羅斯在過去24小時內，一共襲擊8個州，至少造成2名平民死亡，22名平民受傷。赫爾檢察官辦公室表示，俄軍對赫爾松州發動多次襲擊，至少造成4名平民受傷。
烏克蘭武裝部隊總參謀部表示，自全面入侵以來，俄羅斯在烏克蘭損失282,630名士兵，過去一天俄羅斯部隊有350人傷亡，累計損失4,823輛坦克、9,126輛裝甲戰車、9,113輛汽車和油箱、6,706個火炮系統和5,190架無人機等。另外，總參謀部表示，擊退俄軍在庫皮揚斯克、萊曼、巴赫穆特、馬林卡、沙赫塔斯克和扎波羅熱的攻擊，前線共發生34場衝突，烏軍對俄軍人力、武器和軍事裝備集中地發動10次打擊，俄軍則發動1次導彈襲擊和39次空襲，並23次使用多管火箭炮攻擊烏軍和人口稠密地區陣地。
俄羅斯前線軍隊表示，成功擊退烏軍五次襲擊，包括擊退在萊曼和託爾斯克附近的襲擊，期間殲滅50名烏克蘭武裝部隊成員。
俄羅斯常駐聯合國代表涅邊賈在安理會上提及針對赫羅扎造成50名平民死亡的導彈襲擊時表示，當時正在為烏克蘭高級民族主義者舉行葬禮，當士兵集中在任何特定地點時，他們將成為合法目標，當中大多數人都符合徵兵年齡。
烏克蘭總統澤連斯基宣布，解除伊霍爾·坦丘拉少將的烏克蘭領土防禦部隊指揮官職務，由地面部隊副指揮官安納托利·巴希利維奇接替。烏克蘭總理什米加爾表示，現時烏克蘭約有600萬人受到地雷威脅，除非採取適當措施，否則數千人可能會被炸死或受傷，自全面入侵以來，烏克蘭約有250人被地雷炸死，500多人受傷，全國近三分之一土地可能被埋下地雷。
烏克蘭軍事情報局表示，俄羅斯已將在烏克蘭繳獲的西方武器移交給正與以色列爆發衝突的極端主義組織哈馬斯，以詆毁烏克蘭軍方向哈馬斯出售美國和歐盟提供的武器，作為克里姆林宮虛假資訊運動的一部分。烏克蘭國家安全局調查揭露，一名烏克蘭人在2014年起加入俄佔頓涅茨克「內政部」，並在全面入侵後，在俄佔赫爾松地區參與綁架平民和使用酷刑等行為。
烏克蘭赫爾松州軍事管理局局長表示，在烏克蘭議會人權專員辦公室和烏克蘭臨時被佔領土重返社會部的協助下，再有9名兒童從俄佔地區返回赫爾松州，自2023年初以來，共有121名來自赫爾松地區的兒童被送回烏克蘭控制的領土。聯合國人權事務副高級專員表示，聯合國人權辦公室仍然嚴重關切，沒有建立系統將被轉移到俄佔地區或俄羅斯聯邦的兒童送回烏克蘭，更確定一些兒童在俄羅斯遭到心理和身體虐待。
丹麥首相弗雷德裡克森表示，丹麥正在努力擴大和深化願意向烏克蘭提供F-16的「戰機聯盟」，並呼籲其他北約國家擴大供應戰機和向烏克蘭空軍提供必要培訓。
歐洲理事會威尼斯委員會批評烏克蘭計畫立法，在全面入侵期間被禁止的政黨成員，在戒嚴令結束後十年內不可以參加烏克蘭地方和議會選舉。

## 10月10日
烏克蘭當局表示，截至10日上午9時，俄羅斯在過去24小時內，一共襲擊10個州，至少造成1名平民死亡，11名平民受傷。烏克蘭空軍表示，俄軍凌晨針對敖德薩、尼古拉耶夫和赫爾松州發射36架無人機，防空部隊總共擊落27架。
烏克蘭武裝部隊總參謀部表示，自全面入侵以來，俄羅斯在烏克蘭損失283,080名士兵，過去一天俄羅斯部隊有450人傷亡，累計損失4,829輛坦克、9,129輛裝甲戰車、9,125輛汽車和油箱、6,713個火炮系統和5,207架無人機等。另外，總參謀部表示，過去一天發生39次戰鬥衝突，俄軍發動1次導彈襲擊，6次空襲和47次使用多管火箭炮攻擊烏軍和民用基礎設施陣地，烏軍在哈爾科夫地區擊退5次俄軍襲擊，盧甘斯克地區擊退7次俄軍攻擊，在頓涅茨克地區擊退4次俄軍攻擊。
非牟利智庫「戰爭研究所」表示，俄羅斯正派出3個營級部隊，向頓涅茨克州阿夫迪伊夫卡地區發起進攻行動。
烏克蘭總統澤連斯基到訪羅馬尼亞，並與羅馬尼亞總統會面，討論進一步的軍事合作、烏克蘭防空、黑海地區安全以及盟友關係等。烏克蘭國家調查局表示，正在處理關於地區軍事徵兵辦公室和軍事醫療委員會的260多宗懷疑濫用職權案件，已向法院提交對35人的21項起訴。
烏克蘭國家抵抗中心表示，俄羅斯和白俄羅斯特種部隊計劃對白俄羅斯領土發動假旗行動，並歸咎於烏克蘭，該陰謀涉及一架無人機向波蘭至白俄羅斯邊境一個油庫投擲彈藥，旨在增加白俄羅斯對戰爭的支援。烏克蘭國家警察局長表示，國家警察局長目前正在調查54起針對烏克蘭人的性侵犯和性暴力案件，涉及19名俄羅斯士兵，其中在解放赫爾松前，近200多名烏克蘭平民遭到拘留、毆打、折磨，至少24人遭電擊生殖器官。
國際原子能機構總幹事格羅西表示，現時核安全的最大威脅是對扎波羅熱核電站的「直接攻擊」，指出烏克蘭總統澤連斯基承諾，烏軍永遠不會對扎波羅熱核電站發動「直接攻擊」，但會有其他方法將設施解放。
德國國防部宣佈，將向烏克蘭提供新一批支援計劃，其中包括價值約10.6億美元的防空系統。德國武器製造商萊茵金屬宣佈，德國政府購買15萬枚炮彈，並將提供烏克蘭。克羅埃西亞政府表示，已經與烏克蘭簽署雙邊協議，展開聯合排雷行動。
欧洲足联宣布，撤回早前允许俄罗斯U17球队参加17岁以下欧洲锦标赛的决定。決定公布後，曾表明會抵制的烏克蘭等多國足協對撤回表示歡迎。

## 10月11日
烏克蘭當局表示，截至11日上午9時，俄羅斯在過去24小時內，一共襲擊8個州，至少造成1名平民死亡，7名平民受傷。烏克蘭第聶伯羅彼得羅夫斯克州州長表示，俄軍多次猛烈炮擊尼科波爾，包括擊中一間學校，至少造成4名平民死亡，3名平民受傷。赫爾松州總檢察長辦公室表示，一架俄羅斯無人機擊中赫爾松州一個墓地，至少造成3名平民受傷。哈爾科夫州長表示，俄軍炮擊庫皮揚西克-武茲洛維，至少造成3名平民受傷。總檢察長辦公室表示，俄軍襲擊頓涅茨克州阿瓦迪夫卡，至少造成1名平民死亡，2名平民受傷。
烏克蘭武裝部隊總參謀部表示，自全面入侵以來，俄羅斯在烏克蘭損失283,900名士兵，過去一天俄羅斯部隊有820人傷亡，累計損失4,863輛坦克、9,220輛裝甲戰車、9,145輛汽車和油箱、6,731個火炮系統、809個多發火箭發射系統、545個防空系統、316架飛機、316架直升機、5,226架無人機、20艘船隻和1艘潛艇。總參謀部亦表示，過去24小時內發生108次戰鬥，俄軍總共對烏軍陣地和人口稠密地區發動2次導彈襲擊，76次空襲，83次多管火箭炮襲擊，烏軍則對俄軍人員、武器和軍事裝備叢集進行11次襲擊，並對俄軍防空導彈系統進行9次襲擊，摧毀1架俄羅斯蘇-25戰鬥機和7架偵察無人機，擊中1個敵人指揮所、1個彈藥庫個和7個火炮系統等。
俄羅斯布良斯克州州長表示，防空部隊擊落兩架飛越布良斯克州的無人機，沒有傷亡報告。
烏克蘭國家安全局通緝兩名逃往俄羅斯的烏克蘭人，涉嫌與俄羅斯部隊合作，協助對赫羅扎發動襲擊，造成55名平民死亡。另外，國家安全局表示，與警方合作在哈爾科夫拘留1名根據俄羅斯軍事情報部門指示，試圖炸毀加油站的男子。
烏克蘭總統澤連斯基到訪比利時和位於布魯塞爾的北約總部，並且首次親身參與烏克蘭國防聯絡小組會議。會議中，美國國防部長宣布，新一批價值2億美元的援助計畫，並表示預計烏克蘭最早可以在明年春天收到F-16戰機。英國國防部長宣佈，向烏克蘭提供價值超過1億英鎊的新一批支援計畫，並簽署防空合同，為烏克蘭提供關鍵的防空系統。加拿大國防部長表示，加拿大將向烏克蘭提供1900萬美元的冬季服裝和裝置，包括彈藥和防毒面具。丹麥國防部長表示，丹麥預計將於2024年春天向烏克蘭交付首架F-16。立陶宛國防部宣佈，新一批援助烏克蘭計畫，其中包括2個NASAMS防空系統和155毫米火炮彈藥。
比利時首相宣佈，比利時將使用俄羅斯被凍結資產的利息稅收收入，為烏克蘭設立一個18億美元的基金，用於軍事事務、人道主義援助等支援計劃。比利時國防部長表示，比利時將向烏克蘭提供F-16戰機，第一批預計將於2025年交付。
芬蘭國防部宣佈，芬蘭將向烏克蘭提供價值1.01億美元的新一批軍事援助計劃。
俄羅斯外交部向聯合國國際民用航空組織提出申訴，指歐盟國家、美國、英國和加拿大在去年開始禁止俄羅斯航空公司飛入該國領空等，屬歧視性行動。

## 10月12日

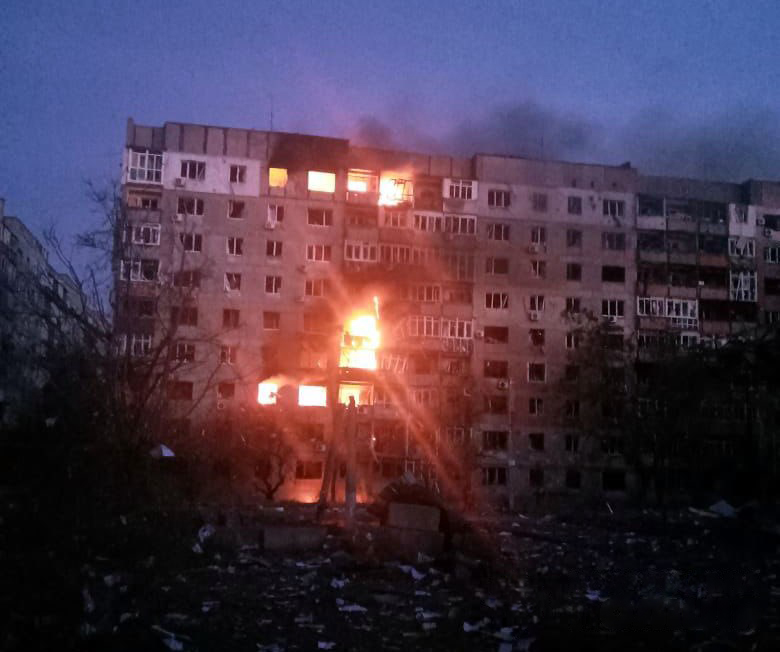
俄軍炮擊阿夫迪夫卡後

烏克蘭空軍表示，凌晨俄軍發射33架無人機，防空部隊擊落28架。赫爾松州長表示，俄軍分別多次使用無人機和炮襲該州，至少造成1名平民死亡，2名平民受傷。烏克蘭總檢察長辦公室表示，俄軍多次對頓涅茨克州發動襲擊，至少造成包括一名11歲男童在內2名平民死亡，7名平民受傷。
烏克蘭武裝部隊總參謀部表示，自全面入侵以來，俄羅斯在烏克蘭損失284,890名士兵，過去一天俄羅斯部隊有990人傷亡，累計損失4,905輛坦克、9,264輛裝甲戰車、9,170輛汽車和油箱、6,763個火炮系統、811個多發火箭發射系統和5,247架無人機等。總參謀部表示，過去一天，前線發生50場戰鬥衝突，烏軍對俄軍發動14次襲擊，目標包括防空導彈系統等，俄軍則對烏克蘭陣地和人口稠密地區發動2次導彈襲擊、55次空襲和20多次多管火箭炮襲擊。烏克蘭海軍發言人表示，俄羅斯黑海艦隊的巡邏艦「帕維爾·德爾扎文號」在爆炸中受損。烏克蘭武裝部隊聯合部隊指揮官表示，乌军在苏梅州拦截并击退一个俄罗斯破坏小组。
烏克蘭軍事情報局局長表示，俄羅斯擁有經濟和技術能力，可以繼續對烏克蘭的戰爭，直到2025或26年。
非牟利智庫「戰爭研究所」表示，自10月10日以來，俄軍從頓涅茨克州阿夫迪伊夫卡周圍的不同方向奪取4.5平方公里領土，現時距離阿夫迪伊夫卡北部約5.2公里，俄軍正試圖包圍阿夫迪伊夫卡，但進展緩慢。
羅馬尼亞國防部表示，俄軍無人機連夜襲擊烏克蘭多瑙河港口後，其中一架無人機可能在羅馬尼亞領土上墜落並爆炸。
國際奧林匹克委員會宣布，由於俄羅斯奧林匹克委員會單方面決定將頓涅茨克、赫爾松、盧甘斯克和扎波羅熱地區的體育組織納入俄羅斯奧委會的管理範圍，有關決定破壞烏克蘭領土完整，違反《奧林匹克憲章》，決定立即暫停俄羅斯奧林匹克委員會會籍。
俄羅斯總統普京抵達吉爾吉斯斯坦出席獨聯體峰會，是國際刑事法院對普京發出逮捕令後首次出國訪問。
七國集團成員國承諾，將繼續凍結俄羅斯的資產，約為2800億美元，直到莫斯科向烏克蘭支付戰爭賠償。
塞瓦斯托波尔的防空警报在持续约45分钟后解除。在此期间克里米亚大桥的公路交通暂时中断。
捷克和丹麦共同承诺向乌克兰提供50辆步兵战车和坦克、2500支手枪、7000支步枪、500支轻机枪、500支狙击步枪、电子战设备以及炮弹。
美国向联合国成员国提交并展示华盛顿搜集在乌克兰战场拿获的伊朗军用无人机残骸和部件。

## 10月13日
烏克蘭當局表示，截至13日上午9時，俄羅斯在過去24小時內，一共襲擊11個州，至少造成5名平民死亡，15名平民受傷。頓涅茨克州代理州長表示，俄軍襲擊頓涅茨克州波克羅夫斯克，至少造成1名平民死亡，13名平民受傷。
烏克蘭武裝部隊總參謀部表示，自全面入侵以來，俄羅斯在烏克蘭損失285,920名士兵，過去一天俄羅斯部隊有1,030人傷亡，累計損失4,931輛坦克、9,313輛裝甲戰車、9,203輛汽車和油箱、6,807個火炮系統和5,264架無人機等。烏克蘭軍隊塔夫里亞作戰戰略小組表示，在過去24小時內，俄軍發動27次空襲，831次炮擊，並進行49次交戰，作戰戰略小組執行1589次射擊任務，令俄軍786人傷亡，摧毀80個軍事裝備。烏克蘭特種作戰部隊表示，一列俄军弹药燃料火车在俄佔梅利托波尔被乌克兰游击队炸毁。
英國國防部表示，自9月21日以來，俄羅斯沒有使用遠端飛機對烏克蘭進行打擊，可能是為了確保遠端導彈庫存，以在冬天對烏克蘭的關鍵基礎設施進行打擊。美國方面表示朝鲜向俄罗斯提供了1000多箱军事装备和弹药。
國際原子能機構表示，俄佔扎波羅熱核電站計劃將5號反應堆從冷關閉轉移到熱關閉，以便在冬季之前為埃內爾霍達爾提供熱水和供暖。基洛沃格勒州一名妇女拍摄了一張照片，而俄罗斯通過該照片對烏克蘭的战略要地发动空袭。該婦女因為被判犯下叛国罪並被判处终身监禁。
联合国安理会就乌克兰局势举行公开会。

## 10月14日
烏克蘭赫爾松州長表示，俄軍多次襲擊別里斯拉夫，合共造成2名平民死亡。烏克蘭國家警察表示，俄軍對頓涅茨克州巴哈蒂爾村發動火箭彈襲擊，至少造成一名11歲男孩死亡，一名6歲男孩受傷。烏克蘭頓涅茨克州政府表示，俄軍多次炮擊該州，至少造成1名平民死亡，1名平民受傷。
烏克蘭武裝部隊總參謀部表示，自全面入侵以來，俄羅斯在烏克蘭損失286,890名士兵，過去一天俄羅斯部隊有970人傷亡，累計損失4,940輛坦克、9,337輛裝甲戰車、9,225輛汽車和油箱、6,833個火炮系統和5,265架無人機等。烏克蘭陸軍總司令表示，俄軍在萊曼方向的馬克耶夫卡附近和哈爾科夫州庫普揚斯克加強進攻，目標是擊敗烏軍，包圍庫皮揚斯克，並推進至奧斯科爾河。
俄羅斯索契市長表示，防空系統在索契對開海上擊落2架無人機。
乌克兰财政部长表示，随着主要捐助国的注意力转向即将举行的选举以及地缘政治紧张局势，特別是加沙—以色列冲突，乌克兰获得财政支持变得更加困难。
俄罗斯副总理胡斯努林表示，克里米亚大桥已完成修复工作，总共4个车道全部早前18天恢复通行，工程拆除和重新铺设两个桥面。

## 10月15日
烏克蘭哈爾科夫州長表示，俄軍向德魯熱柳比夫卡發射制導炸彈，至少造成2名平民死亡，1名平民受傷。赫爾松市軍事管理局表示，俄軍發射2枚制導炸彈襲擊赫爾松關鍵基礎設施，導致赫爾松市部分地區停水停電。但随后俄军再次对该市发动导弹袭击，致使该市中心的供电服务再度中断。烏克蘭傳媒報道，在過去一天，發生多宗誤觸俄羅斯地雷事件，至少造成包括1名兒童在內，2名平民死亡，以及包括1名兒童在內，2名平民受傷。波爾塔瓦州長表示，防空系統擊落俄軍導彈和無人機，碎片損壞幾所房屋，至少造成3名平民受傷，包括一名十歲兒童。扎波羅熱州長表示，俄軍襲擊23個不同地點近140次，至少造成1名平民受傷。基洛夫格勒州長表示，俄軍導彈和無人機擊中該州，至少造成1名平民受傷。烏克蘭空軍表示，俄軍共發射1枚伊斯坎德爾導彈、5枚Kh-59制導空中導彈和12架無人機，防空系統擊落2枚Kh-59導彈和11架無人機。
烏克蘭武裝部隊總參謀部表示，自全面入侵以來，俄羅斯在烏克蘭損失287,770名士兵，過去一天俄羅斯部隊有880人傷亡，累計損失4,948輛坦克、9,362輛裝甲戰車、9,249輛汽車和油箱、6,866個火炮系統和5,269架無人機等。總參謀部表示，在過去的24小時內，前線發生大約60起軍事衝突，俄軍對烏軍陣地和定居點發射2次導彈襲擊和43次空襲，並先後59次使用多管火箭炮。烏克蘭軍隊塔夫里亞作戰戰略小組表示，在過去的24小時作戰戰略小組內，俄軍發動27次空襲和901次炮擊，雙方發生49次戰鬥，烏軍完成約1,876次射擊任務。
英國國防部表示，俄羅斯正在修建一條通往俄佔馬裡烏波爾的新鐵路線，縮短前往扎波羅熱前線的補給時間。
烏克蘭空軍發言人表示，西方合作伙伴將向烏克蘭租賃防空系統，讓烏克蘭在冬季期間保護供暖系統。烏克蘭海軍表示，俄軍黑海艦隊新增2艘護衛艦，每艘可以發射多達20枚口徑導彈，並警告導彈襲擊威脅非常大，敦促居民注意警告，並在必要時前往庇難所。

## 10月16日

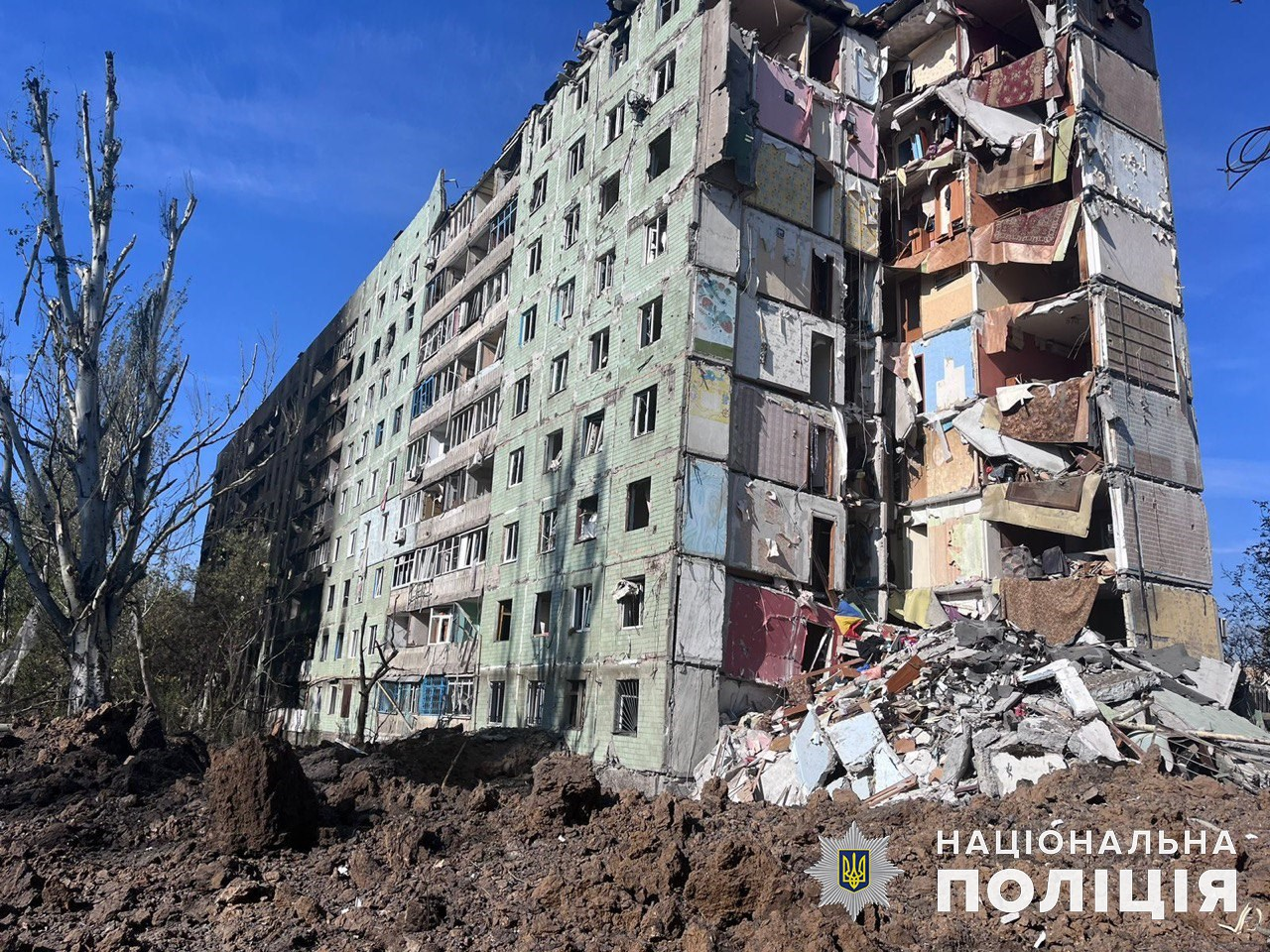
俄軍炮擊阿夫季夫卡後

烏克蘭赫爾松州長表示，5架俄羅斯戰機分別向貝里斯拉夫區4個定居點投下9枚導引炸彈。哈爾科夫部隊負責人表示，俄軍向伊茲烏發射導彈，沒有傷亡報告。
烏克蘭武裝部隊總參謀部表示，自全面入侵以來，俄羅斯在烏克蘭損失288,630名士兵，過去一天俄羅斯部隊有860人傷亡，累計損失4,965輛坦克、9,385輛裝甲戰車、9,271輛汽車和油箱、6,910個火炮系統和5,280架無人機等。總參謀部表示，全日前線發生53起戰鬥衝突，東部和南部的局勢仍然困難，俄軍發動6次導彈襲擊和39次空襲，以及16次多管發射火箭炮襲擊。
非牟利智庫戰爭研究所表示，俄罗斯军队已推进至阿夫迪伊夫卡以南三公里处。
俄羅斯別爾哥羅德州長表示，防空部隊在別爾哥羅德州上空擊落三架無人機。
烏克蘭總理什米加爾表示，美國已撥款5.22億美元，為烏克蘭購買能源裝置，並保護電力基礎設施。烏克蘭國家安全局表示，調查揭示57名烏克蘭人涉嫌與俄羅斯部隊合作，在俄佔赫爾松拘留和折磨當地平民。
俄羅斯財政部長表示，俄羅斯目前擁有的大多數無人機都是從中國進口，並感謝合作伙伴，但指出需要發展俄羅斯的資源基礎並分配必要的資金。
卡達官員表示，一名被強制驅逐到俄羅斯的7歲男孩，在愛沙尼亞的協助下，經卡達返回烏克蘭並與家人重聚，另外3名被強制驅逐到俄羅斯的烏克蘭兒童，已移交卡達駐俄羅斯外交官，並返回烏克蘭。

## 10月17日
烏克蘭赫爾松市軍事管理局表示，俄軍多次襲擊赫爾松市，共至少造成6名平民受傷。
烏克蘭武裝部隊總參謀部表示，自全面入侵以來，俄羅斯在烏克蘭損失289,430名士兵，過去一天俄羅斯部隊有800人傷亡，累計損失4,979輛坦克、9,405輛裝甲戰車、9,293輛汽車和油箱、6,936個火炮系統和5,291架無人機等。
烏克蘭總統泽连斯基和武裝部隊分别表示，烏克蘭對俄佔扎波羅熱地區別爾江斯克機場和俄佔盧甘斯克地區盧漢斯克機場發動蜻蜓行動，並在襲擊中首次使用MGM-140 陸軍戰術導彈系統，擊中俄軍9架直升機和機場裝置。MGM-140 陸軍戰術導彈系統由美國研發，烏方曾多次希望美方提供，但一直未有相關計劃，雙方亦未有公布導彈交付日期等資料。
烏克蘭臨時被佔領土重返社會部表示，在政府部門協助下，再有3名被強制驅逐到俄羅斯的烏克蘭兒童，返回烏克蘭。另外，重返社會部表示，自2022年秋季以來，已有超過6萬7千名平民從赫爾松州和哈爾科夫州疏散到更安全的地區。
美國陸軍歐洲和非洲司令部發言人表示，美國已將早前承諾向烏克蘭提供的31輛艾布拉姆斯坦克，交付烏克蘭。
烏克蘭基礎建設部長在會見美國烏克蘭經濟復甦特別代表後表示，美國將向烏克蘭提供近7億美元資金，改善物流和運輸基礎設施，並使其現代化。歐洲議會投票通過，為烏克蘭從2024年起恢復、重建和現代化的提案提供資金，價值528億美元。

## 10月18日

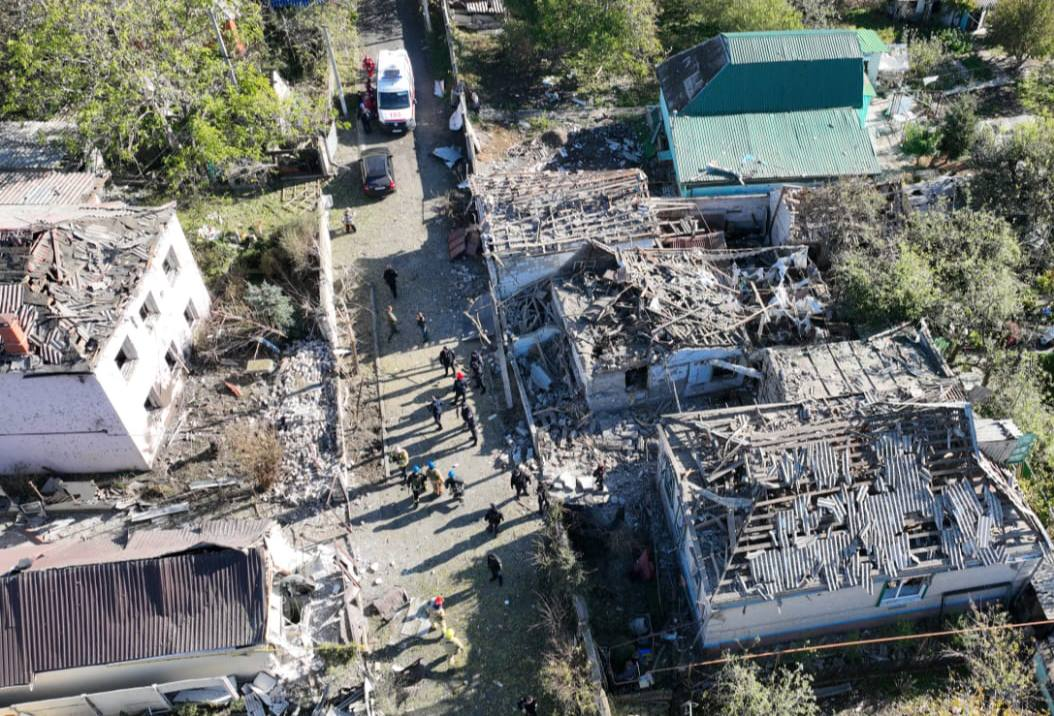
俄軍對第聶伯羅市發動導彈襲擊

烏克蘭扎波羅熱州長表示，俄軍使用導彈襲擊扎波羅熱市，至少造成4名平民死亡，5名平民受傷。赫爾松州長表示，俄軍使用3架戰機向烏里揚諾夫卡村發射6枚飛彈，至少造成1名平民死亡，1名平民受傷。 第聶伯羅彼得羅夫斯克州長表示，俄軍對第聶伯羅市發動導彈襲擊，造成至少1名平民死亡，4名平民受傷，俄軍亦多次炮擊尼科波爾，至少造成1名平民受傷。哈爾科夫市長表示，俄軍對工業區發動導彈襲擊，至少造成1名平民受傷，電力供應中斷。尼古拉耶夫州長表示，俄軍對斯特皮夫卡發動導彈襲擊，至少造成2名平民死亡，1名平民受傷。
烏克蘭武裝部隊總參謀部表示，自全面入侵以來，俄羅斯在烏克蘭損失290,050名士兵，過去一天俄羅斯部隊有620人傷亡，累計損失4,981輛坦克、9,420輛裝甲戰車、9,303輛汽車和油箱、6,944個火炮系統和5,301架無人機等。烏克蘭國家安全局表示，對俄羅斯庫爾斯克州哈利諾空軍基地附近一個軍營，進行至少18次無人機襲擊。
俄羅斯國防部表示，防空部隊凌晨在別爾哥羅德州、庫爾斯克州和黑海地區擊落28架烏克蘭無人機，並擊落2枚飛越俄佔克里米亞的S-200導彈。俄羅斯別爾哥羅德州長表示，防空部隊擊落6架無人機。
俄羅斯總統普京表示，美國向烏克蘭提供ATACMS是犯下一個「大錯誤」，承認新提供的武器對俄軍構成額外威脅，但相信俄軍有能力擊退ATACMS的攻擊，認為遠端導彈根本無法改變前線局勢，只會導致烏克蘭人「更加痛苦」。

## 10月19日
烏克蘭當局表示，截至19日上午9時，俄羅斯在過去24小時內，一共襲擊9個州，至少造成5名平民死亡，11名平民受傷。赫爾松州長表示，俄軍對赫爾松市和貝里斯拉夫發動炮擊，至少造成6名平民受傷。哈爾科夫州軍事管理局表示，俄軍炮擊沃夫昌斯克，至少造成2名平民受傷。
烏克蘭武裝部隊總參謀部表示，自全面入侵以來，俄羅斯在烏克蘭損失290,680名士兵，過去一天俄羅斯部隊有620人傷亡，累計損失4,992輛坦克、9,437輛裝甲戰車、9,337輛汽車和油箱、6,983個火炮系統和5,318架無人機等。總參謀部表示，在過去一日，雙方發生近80宗戰鬥衝突，俄軍針對烏克蘭軍事陣地和人口稠密地區發動15次導彈襲擊、79次空襲和61次多管火箭炮襲擊。烏克蘭「塔夫里亞」戰略行動小組指揮官表示，烏克蘭部隊在扎波羅熱州韋爾博韋西南地區取得部分成功，雙方發生34次小規模衝突。
烏克蘭武裝部隊總參謀部表示，俄軍對赫爾松州第聶伯羅河東岸皮沙尼夫卡發動空襲，首次證實烏克蘭軍隊登陸並在第聶伯羅河東岸設有據點。
烏克蘭總統澤連斯基與聯合國秘書長古特雷斯通電話，討論由烏克蘭提出的和平方案和新黑海走廊，期間澤連斯基感謝聯合國承諾在冬季提供價值4.35億美元人道主義援助，以支援170多萬烏克蘭人。烏克蘭國家安全局表示，與克里姆林宮關係密切的俄羅斯東正教教會正在建立和經營私營軍事公司，招募和培訓戰鬥人員，並部署在烏克蘭。
俄羅斯总统普京视察武装部队位于顿河畔罗斯托夫的指挥部，参谋长格拉西莫夫向其汇报俄烏戰爭有关情况。
國際失蹤人員委員會（ICMP）負責人表示，自俄羅斯全面入侵以來，烏克蘭至少有3萬名平民失蹤，包括仍然生還但與家人分離或被拘留的人，在戰爭中死亡但屍體尚未確定的人，以及被俄羅斯非法驅逐出境的烏克蘭兒童。
美國總統拜登與烏克蘭總統澤倫斯基通話，談到美國將持續提供軍援以助烏克蘭驅逐俄軍。之後拜登发表全国讲话，他将乌克兰战争与以色列—哈瑪斯戰爭相提並論，直言不能也不会让哈马斯这样的恐怖分子和普京这样的暴君获胜，表示已要求国会为以色列、乌克兰、台湾和美墨边境拨款1,000亿美元。
哈薩克貿易部副部長表示，因應全球局勢有關，哈薩克停止向俄羅斯出口106種可能用於軍事用途的商品，無人機、內部元件、專用電子產品、晶片和類似商品。但其後，哈薩克貿易部發聲明否認禁止向俄羅斯聯邦出口任何與制裁俄羅斯有關的貨物，只有獲得適當的許可證，才能進出口和過境有關產品。
以色列官员告诉Axios，美国国防部將原定运往乌克兰的数万枚155毫米炮弹运到以色列。

## 10月20日
烏克蘭當局表示，截至20日上午9時，俄羅斯在過去24小時內，一共襲擊9個州，至少造成1名平民死亡，13名平民受傷。赫爾松州長表示，俄軍對貝里斯拉夫發動空襲，至少造成1名平民死亡。第聶伯羅彼得羅夫斯克州長表示，俄軍對克里維里赫發動空襲，至少造成1名平民死亡，1名平民受傷。
烏克蘭武裝部隊總參謀部表示，自全面入侵以來，俄羅斯在烏克蘭損失290,060名士兵，過去一天俄羅斯部隊有1,380人傷亡，累計損失5,047輛坦克、9,557輛裝甲戰車、9,370輛汽車和油箱、7,012個火炮系統、822個多發火箭發射系統、548個防空系統、320架飛機、324架直升機、5,326架無人機、20艘船隻和1艘潛艇。總參謀部表示，在過去一天，俄軍總共對烏克蘭部隊和人口稠密地區發動12次導彈襲擊、60次空襲以及53次多管火箭炮襲擊，造成平民傷亡和破壞，雙方發生90次戰鬥衝突。此外，俄羅斯軍隊在頓涅茨克州阿夫迪耶夫卡側翼的定居點附近發起不成功的攻勢，烏軍成功守衛，並導致近900名俄軍喪生或受傷，約150輛裝甲車受損。
非牟利智庫「戰爭研究所」表示，烏克蘭軍隊在第聶伯羅河左岸，俄佔赫爾松地區克伦基建立據點。
烏克蘭國家海關總局和國防部核查發現，在2023年期間，向200個軍事單位運送9千多份人道主義援助，其中3千份並未有送達預定單位。
俄羅斯獨立媒體Mediazona與BBC新聞俄語根據公共來源，包括訃告、親屬、地區媒體和地方當局的報道，證實自2022年2月俄羅斯全面入侵烏克蘭以來，喪生的34,857名俄羅斯士兵名字，並明確表示，實際數字可能更高。
流亡的烏克蘭梅利托波尔市长声称，乌克兰游击队在俄佔梅利托波尔引爆一枚針對俄佔官員的汽车炸弹。
美國與歐盟峰會發表共同宣言，重申支持烏克蘭，並呼籲中國敦促俄羅斯停止侵略戰爭，並立即、完全和無條件地從烏克蘭撤軍，亦指出美國和歐盟正在召集專家，探討及時賠償烏克蘭因俄羅斯侵略而造成損失的選項。
聯合國烏克蘭問題獨立國際調查委員會發表報告指，發現俄羅斯當局犯下戰爭罪行的新證據，包括故意殺人、酷刑、強姦和其他性暴力，以及將兒童驅逐到俄羅斯聯邦，調查進一步表明，俄羅斯當局在其控制的各種型別的拘留設施中，廣泛而系統地使用酷刑。
俄羅斯外交部長拉夫羅夫結束訪問北韓之旅，回應有關美国提到朝鲜向俄羅斯供应弹药時，驳斥有關說法，並指美國並未提供證據。俄羅斯在塞瓦斯托波爾國際機場部署，至少四架米格31和约十架苏27和苏30战斗机。

## 10月21日

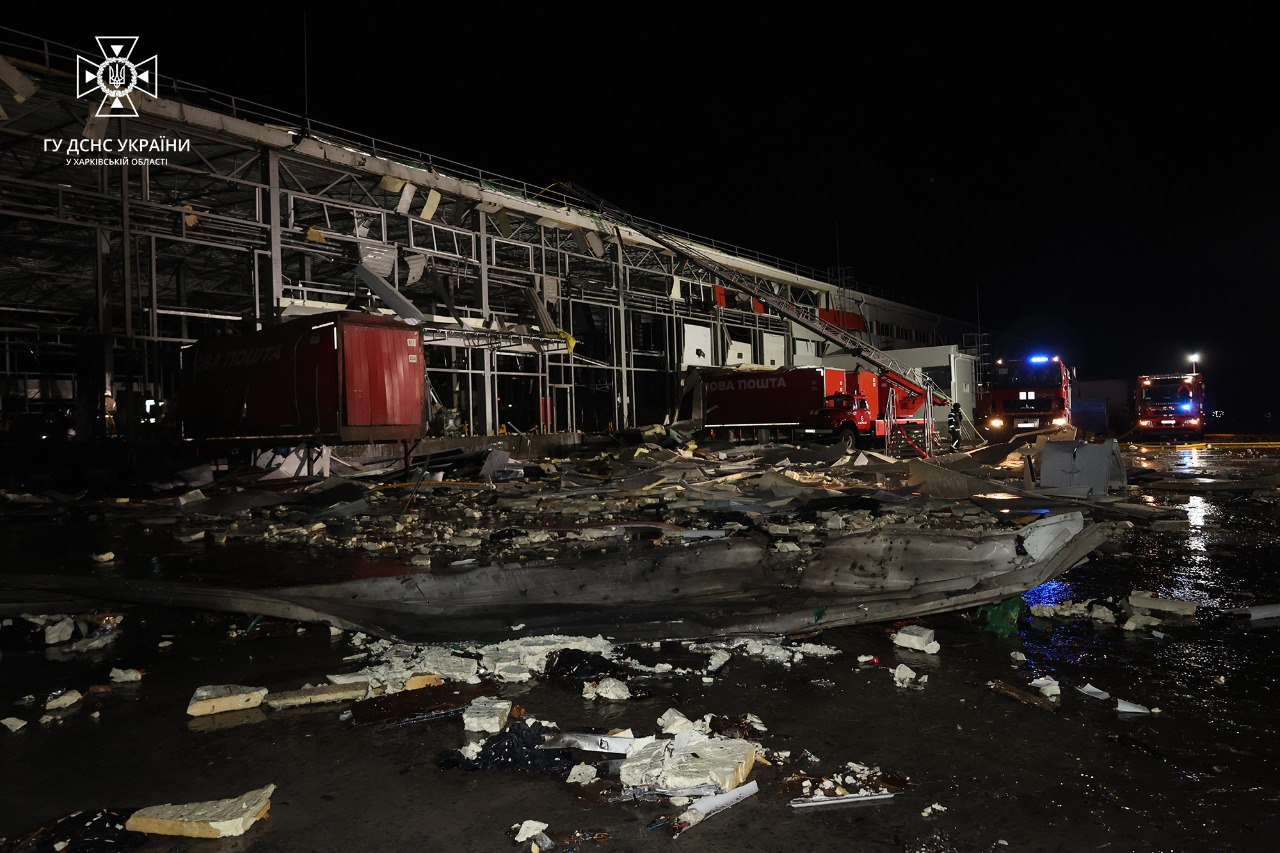
俄軍對哈爾科夫一間私營郵遞企業發動導彈襲擊後

烏克蘭當局表示，截至21日上午9時，俄羅斯在過去24小時內，一共襲擊8個州，至少造成1名平民死亡，3名平民受傷。哈爾科夫州長表示，俄軍對哈爾科夫一間私營郵遞企業發動導彈襲擊，至少造成7名平民死亡，16名平民受傷。
烏克蘭武裝部隊總參謀部表示，自全面入侵以來，俄羅斯在烏克蘭損失292,850名士兵，過去一天俄羅斯部隊有790人傷亡，累計損失5,063輛坦克、9,612輛裝甲戰車、9,391輛汽車和油箱、7,017個火炮系統和5,330架無人機。烏克蘭南部作戰司令部發言人表示，俄軍正在使用複雜的空中戰術攻擊烏克蘭南部的目標，將重點轉移到空中，使用一系列武器，包括無人機、導彈和制導炸彈來攻擊前線和更遠的地區，沒有發現發射巡航導彈。
非牟利智庫「戰爭研究所」表示，烏克蘭地面部隊正在努力保護位於第聶伯羅河東岸的克伦基，如果成功，將為部隊提供戰略立足點，以啟動更廣泛的進攻戰略，分裂俄羅斯部隊並破壞其補給路線，俄軍亦不斷攻擊當地。
烏克蘭總統澤連斯基與土耳其總統埃爾多安通電話，澤連斯基感謝土耳其支持烏克蘭的主權和領土完整，討論由澤倫斯基提出的下一輪和平方案。
馬耳他外交部宣佈，繼6月哥本哈根和8月吉達峰會後，馬耳他將於10月28日至29日主辦烏克蘭和平峰會。

## 10月22日
烏克蘭空軍表示，軍隊凌晨擊落俄軍發射的3架無人機和1枚Kh-59巡航導彈。哈爾科夫州州長表示，俄軍炮擊庫皮安斯克，至少造成3名平民受傷。哈爾科夫州軍事管理局表示，俄軍炮擊庫裡利夫卡，至少造成1名平民受傷。赫爾松州長表示，俄軍午夜至凌晨襲擊赫爾松州斯坦尼斯拉夫，損壞30多棟房屋，沒有傷亡報告。總檢察長辦公室表示，俄軍對頓涅茨克州的4個定居點發動襲擊，至少造成2名平民死亡，3名平民受傷。
烏克蘭武裝部隊總參謀部表示，自全面入侵以來，俄羅斯在烏克蘭損失293,830名士兵，過去一天俄羅斯部隊有980人傷亡，累計損失5,081輛坦克、9,631輛裝甲戰車、9,404輛汽車和油箱、7,032個火炮系統和5,339架無人機。總參謀部表示，前線共進行82次戰鬥，俄軍總共對烏克蘭軍隊陣地和人口稠密的定居點發動10次導彈襲擊，36次空襲，35次多管火箭炮襲擊，擊退60多次俄軍在庫普揚斯克、萊曼、巴赫穆特、阿夫迪耶夫卡、瑪麗因卡、沙赫塔爾斯克和扎波羅熱方向的攻擊。
俄羅斯傳媒報道，俄佔克里米亞塞瓦斯托波爾灣發生大規模爆炸。
英國國防部表示，自全面入侵以來，俄罗斯可能有多達19萬名士兵喪生或永久受傷，總傷亡人數，包括正在康復並將要返回戰場的士兵，则可能高達29萬名士兵，不包括瓦格納集團或其他囚犯部隊。另外，國防部表示，陸軍將協助訓練烏克蘭能源、水、運輸和學術部門的專家，以保護關鍵基礎設施免受俄羅斯的襲擊。
非牟利智庫「戰爭研究所」表示，即使機械化部隊面臨重大挑戰，但俄羅斯軍隊仍在向阿夫迪耶夫卡輸送更多部隊，俄羅斯軍事博主認為，由於俄羅斯部隊無法克服阿夫迪夫卡附近的烏克蘭雷區，也無法摧毀烏克蘭後勤，使烏克蘭部隊能夠迅速將人員轉移到前線，俄軍可能會暫停沿著阿夫迪夫卡前線推進，但烏克蘭消息人士表示，即使損失慘重，俄羅斯似乎正在向阿夫迪夫卡方向派遣更多人員，以支援進攻行動。

## 10月23日
烏克蘭空軍表示，軍隊凌晨擊落俄軍發射的13架無人機和1枚Kh-59巡航導彈。烏克蘭最大商業能源運營商DTEK表示，俄軍襲擊一家火力發電廠，造成重大損失，但並未透露位置。烏克蘭赫爾松州州長表示，俄軍對赫爾松州進行101次襲擊，發射597枚炮彈，至少造成2名平民死亡，14名平民受傷，包括一名12歲兒童。哈爾科夫州州長表示，俄軍襲擊哈爾科夫州東北部4個地區，其中在博羅瓦，至少造成4名平民受傷。頓涅茨克州代理州長表示，俄軍襲擊馬克西尼夫卡，至少造成2名平民受傷。
烏克蘭武裝部隊總參謀部表示，自全面入侵以來，俄羅斯在烏克蘭損失294,700名士兵，過去一天俄羅斯部隊有870人傷亡，累計損失5,093輛坦克、9,653輛裝甲戰車、9,419輛汽車和油箱、7,057個火炮系統和5,345架無人機。總參謀部表示，俄羅斯軍隊正在東部前線多個地區，包括阿夫季夫卡、庫皮揚斯克、萊曼、巴赫穆特和馬林卡等發動猛烈襲擊，各條戰線上發生90多起與俄軍的衝突，俄羅斯亦繼續試圖包圍頓涅茨克州的前線城鎮阿夫季夫卡，但遭受重大損失。烏克蘭軍事情報局發言人表示，俄羅斯目前在烏克蘭領土上部署40多萬名士兵。
烏克蘭臨時被佔領土重返社會部表示，由於嚴峻的安全局勢，下令強制疏散頓涅茨克州和赫爾松州，共31個定居點的約1052名兒童及其父母和法定監護人。
烏克蘭國家安全局逮捕三名赫尔松居民，這三人被指向俄羅斯提供情報。

## 10月24日
烏克蘭當局表示，截至24日上午9時，俄羅斯在過去24小時內，一共襲擊11個州，至少造成2名平民死亡，20名平民受傷。烏克蘭武裝部隊總參謀部表示，防空部隊擊落6架俄羅斯無人機。赫爾松州政府表示，俄軍分別襲擊赫爾松州比洛澤爾卡和科扎茨克，導致一所醫院和消防站受損，至少造成2名平民受傷。哈爾科夫州州長表示，俄軍對庫皮揚斯克區波多利發動炮擊，至少造成2名平民死亡。第聶伯羅彼得羅夫斯克州州長表示，俄軍先後兩次使用無人機和大炮襲擊尼科波爾，至少造成1名平民受傷。
烏克蘭武裝部隊總參謀部表示，自全面入侵以來，俄羅斯在烏克蘭損失295,510名士兵，過去一天俄羅斯部隊有810人傷亡，累計損失5,105輛坦克、9,669輛裝甲戰車、9,447輛汽車和油箱、7,081個火炮系統和5,363架無人機。總參謀部表示，在過去一天，雙方發生55次戰鬥衝突，俄軍總共發動4次導彈襲擊、68次空襲和49次多管發射火箭炮襲擊，烏軍繼續在梅利託波爾地區進行進攻行動，並在羅博泰內以南取得部分成功。
烏克蘭塔夫里亞戰略行動小組發言人表示，俄羅斯減少對阿瓦迪夫卡的地面襲擊，但加強空襲，在短短兩個晚上就向該鎮及其附近投下約40枚炸彈。烏克蘭副總理兼臨時被佔領土重返社會部長表示，俄羅斯正試圖包圍的頓涅茨克州阿瓦迪夫卡仍有約1000名居民，呼籲居民為自己的安全撤離。
俄佔赫爾松地區官員表示，擊落3枚正飛向克里米亞境內目標的烏克蘭飛彈。俄羅斯國防部表示，俄軍在黑海北部摧毀三架烏克蘭無人艇。俄佔塞瓦斯托波爾官則表示，俄羅斯黑海艦隊正在擊退「敵方破壞部隊可能發起的攻擊」，但多個俄羅斯Telegram頻道報道，當地凌晨發生多起爆炸。
烏克蘭總統澤連斯基線上出席在捷克舉行的第二屆各國議會克里米亞平臺峰會時表示，烏克蘭將很快擁有對俄佔克里米亞火力控制的能力。烏克蘭衛生部表示，自全面入侵以來，俄軍分別摧毀190個和損壞1449個醫療設施，包括婦產醫院、醫院、門診診所、綜合診所等。
烏克蘭農業政策部長表示，烏克蘭已經透過黑海臨時走廊運輸近70萬噸糧食，走廊自8月開放以來，已有38艘船隻進入烏克蘭港口，30多艘離開。
德國宣布向烏克蘭提供價值14億美元的軍事援助。

## 10月25日
烏克蘭空軍表示，擊落11架無人機，其中赫梅利尼茨基州軍事管理局表示，掉落的碎片損壞建築物，至少造成20名平民受傷。另外，能源部表示，掉落的碎片損壞赫梅利尼茨基核電站部分建築物。烏克蘭赫爾松州州長表示，俄軍對貝里斯拉夫發動襲擊，至少造成一名13歲男童死亡。
烏克蘭武裝部隊總參謀部表示，自全面入侵以來，俄羅斯在烏克蘭損失296,310名士兵，過去一天俄羅斯部隊有800人傷亡，累計損失5,112輛坦克、9,697輛裝甲戰車、9,474輛汽車和油箱、7,125個火炮系統和5,372架無人機。
俄羅斯國防部表示，防空部隊擊落2枚MGM-140 陸軍戰術導彈，標誌著俄羅斯軍方首次擊落美國製造的導彈，但未有交代細節。
烏克蘭戰略產業部長表示，現時烏克蘭的所有國防生產能力大大提升，包括炮彈和無人機生產，每月生產數千架無人機，並預計會增加至每月數萬架，但仍然不足以應付需求。
澳大利亚政府宣布向乌克兰军方提供價值2000万澳元的援助计划。 美国空军发言人表示，當周有少量乌克兰飞行员已经开始在美国亚利桑那州的基地接受F-16战机基础操控培训。

## 10月26日
烏克蘭赫爾松州州長表示，過去24小時內，俄軍多次襲擊赫爾松州，至少造成包括一名兒童在內，2名平民死亡，4名平民受傷。哈爾科夫州州長表示，俄軍分別炮擊楚惠夫，庫皮安區和亞列米夫卡，至少造成1名平民死亡，1名平民受傷。內政部長表示，俄軍炮擊蘇梅州波日尼亞，至少造成一名16歲男童死亡。
烏克蘭武裝部隊總參謀部表示，自全面入侵以來，俄羅斯在烏克蘭損失297,120名士兵，過去一天俄羅斯部隊有810人傷亡，累計損失5,141輛坦克、9,715輛裝甲戰車、9,507輛汽車和油箱、7,155個火炮系統和5,389架無人機。烏克蘭軍事情報部門表示，23日成功对俄佔別爾江斯克發動汽車炸彈襲擊，導致4名俄羅斯聯邦安全局特工死亡。
烏克蘭臨時被佔領土重返社會部表示，烏克蘭計劃從哈爾科夫州庫皮揚斯克10個定居點疏散275名兒童及其家人。
烏克蘭國家抵抗中心表示，俄羅斯正大規模招募古巴僱傭兵在烏克蘭作戰，主要參與巴赫穆特和庫皮揚斯克附近的戰鬥，中心表示，1名烏克蘭黑客入侵圖拉市一名俄羅斯軍事官員的電子郵件，發現近200名古巴人被招募到烏克蘭作戰。
美國國防部宣佈，將向烏克蘭提供一項價值約1.5億美元的軍事援助計劃，包括防空、炮彈、反坦克武器和擊退俄羅斯侵略所需的其他裝置。美國白宮國家安全會議發言人柯比表示，掌握的情報顯示，俄羅斯在烏克蘭東部發動新攻勢時，處決不遵從命令的士兵，而且俄方裝甲車與人員蒙受重大損失。丹麥國防部宣佈，丹麥承諾向烏克蘭提供價值5.2億美元的軍事援助計劃，包括T-72EA坦克、BMP-2步兵戰車、炮彈和無人機等。欧盟已向乌克兰运送了约30万枚155毫米口徑的炮弹。
美國新任眾議院議長約翰遜表示，共和黨眾議員內部對援烏存在分歧，因此達成共識，對烏克蘭和以色列的資助請求，應該分開審議。斯洛伐克新任总理菲佐表示，斯洛伐克政府将停止对乌克兰的军事援助，同时也反对进一步制裁俄罗斯。
美國、韓國和日本發表聯合声明，强烈谴责朝鲜向俄罗斯提供军事装备和弹药，用于对付乌克兰政府和人民。
羅馬尼亞總統表示，罗马尼亚在与乌克兰接壤的多瑙河三角洲地区安装反无人机系统。

## 10月27日
烏克蘭當局表示，截至27日上午9時，俄羅斯在過去24小時內，一共襲擊9個州，至少造成2名平民死亡，11名平民受傷。哈爾科夫州軍事管理局表示，俄軍對金德拉什卡發動襲擊，至少造成1名平民受傷。第聶伯羅彼得羅夫斯克州州長表示，俄軍對尼科波爾發動炮擊至少造成包括一名5歲男童在內，2名平民受傷。赫爾松州長表示，俄羅斯襲擊赫爾松市，至少造成7名平民受傷。烏克蘭南方空軍司令部表示，防空系統在尼古拉耶夫州上空擊落三枚X-59導彈，並在赫爾松州上空擊落2架無人機。
烏克蘭武裝部隊總參謀部表示，自全面入侵以來，俄羅斯在烏克蘭損失297,680名士兵，過去一天俄羅斯部隊有560人傷亡，累計損失5,145輛坦克、9,726輛裝甲戰車、9,513輛汽車和油箱、7,162個火炮系統和5,390架無人機。總參謀部表示，俄軍試圖在巴赫穆特方向的安德里耶夫卡附近和扎波羅熱州韋博夫西北部恢復失去的陣地，並發起數十起攻擊均被擊退。
俄羅斯國家原子能公司表示，3架無人機試圖襲擊庫爾斯克核電站。俄羅斯國防部則表示，防空系統在庫爾斯克州上空多次攔截無人機。
俄羅斯國營新聞機構報道，俄軍組建由烏克蘭戰俘組成的「博丹·赫梅利尼茨基營」，並在宣誓效忠俄羅斯聯邦後，加入俄羅斯軍隊，部署到烏克蘭前線，有關行為被指違反《日內瓦戰俘公約》，有關任何戰俘在任何時候都不得被派往或強制帶到可能令其暴露在戰火的地區。非牟利智庫「战争研究所」表示，已有约70名乌克兰战俘加入俄罗斯军队。
俄羅斯國防部表示，航空太空軍總參謀長兼第一副司令阿夫扎洛夫獲委任為航空太空軍總司令，接替被免職的蘇羅維金。俄羅斯電視台報道，2014年逃離烏克蘭的親俄前烏克蘭國會議員奧列格·察廖夫在俄佔克里米亞被槍擊。
英國國防部表示，俄羅斯過去一個多月均沒有對烏克蘭進行巡航導彈襲擊，是自全面入侵以來此類襲擊最長間距之一，估計俄軍可能會在冬天使用巡航遠端導彈。瞄準烏克蘭能源基礎設施。
烏克蘭總統澤連斯基表示，俄軍在進攻和圍困阿瓦迪夫卡的行動中，至少失去一個部隊旅，根據公開訊息來源，俄羅斯軍隊一個旅可以包括2000至8000名人員，但俄軍行動未有取得任何進展。
烏克蘭戰俘待遇協調總部表示，與多個政府部門和非政府組織合作，成功在俄佔地區尋回50名烏克蘭士兵遺體，已運回烏克蘭控制領土。烏克蘭總檢察長辦公室表示，切爾尼戈夫一家法院判處一名俄羅斯飛行員，涉嫌在去年殺害1名當地平民，監禁14年，但該名俄羅斯飛行員已透過換俘協議，返回俄羅斯。
歐洲理事會舉行會議，討論對烏克蘭的當前和未來安全承諾，承諾儘可能長時間地向烏克蘭及其人民提供強而有力的財政、經濟、人道主義、軍事和外交支援。但匈牙利總理和斯洛伐克總理均在會上表示，反對歐盟對烏克蘭的援助，其中匈牙利總理要求，暫時拒絕530億美元的援助計劃，待烏克蘭解決腐敗問題。
波蘭傳媒報道，安全部門在總統車隊上發現懷疑由俄羅斯特種部門安裝的跟蹤裝置，有可能在杜達6月訪問烏克蘭期間已經被裝上。
德国向乌克兰移交IRIS-T SLM防空系统、IRIS-T SLS导弹、5000枚155毫米口徑炮弹和其他援助。

## 10月28日
烏克蘭空軍表示，防空部隊擊落4枚俄軍向第聶伯羅彼得羅夫斯克州發射伊斯坎德爾巡航導彈中的3枚。赫爾松州政府表示，俄軍襲擊伊萬尼夫卡，至少造成2名平民受傷。
烏克蘭武裝部隊總參謀部表示，自全面入侵以來，俄羅斯在烏克蘭損失298,420名士兵，過去一天俄羅斯部隊有740人傷亡，累計損失5,167輛坦克、9,749輛裝甲戰車、9,524輛汽車和油箱、7,180個火炮系統和5,390架無人機。總參謀部表示，烏克蘭軍隊在過去一天擊退俄羅斯在東部前線地區的48次襲擊，包括阿瓦迪夫卡、庫皮揚斯克、巴赫穆特和馬林卡。
烏克蘭國防部長烏梅羅夫與美國國防部長通電話並表示，俄羅斯在阿瓦迪夫卡損失約4000名士兵，感謝美國繼續支援。
非牟利智庫「戰爭研究所」表示，前瓦格納集團僱傭兵加入車臣特種部隊「艾哈邁德營」，並被部署至烏克蘭參與戰爭。
匈牙利外交部長接受俄羅斯國營傳媒體訪問時表示，若歐盟提議的第12輪對俄羅斯制裁計劃，包含俄羅斯的天然氣、石油和核能部門，匈牙利將會否決。

## 10月29日
烏克蘭南方司令部發言人表示，俄羅斯空軍清晨向赫爾松州發射32枚導彈。烏克蘭赫爾松州州長表示，俄軍炮擊諾沃貝里斯拉夫，至少造成1名平民死亡。另外，赫爾松州軍事管理局表示，俄軍炮擊赫爾松，至少造成2名平民受傷。亦對赫爾松中部發動襲擊，至少造成1名平民受傷。 烏克蘭空軍表示，防空部隊擊落5架無人機。
烏克蘭武裝部隊總參謀部表示，自全面入侵以來，俄羅斯在烏克蘭損失299,080名士兵，過去一天俄羅斯部隊有660人傷亡，累計損失5,175輛坦克、9,758輛裝甲戰車、9,532輛汽車和油箱、7,188個火炮系統和5,399架無人機。烏克蘭國家邊境局發言人表示，一架俄罗斯苏-25战斗机在阿夫迪伊夫卡附近被擊落。
俄羅斯國防部表示，部隊在黑海和克里米亞西北部上空擊落36架烏克蘭無人機。俄羅斯Telegram頻道表示，1架無人機襲擊俄羅斯克拉斯諾達爾斯克邊疆區阿菲普斯基煉油廠，導致火災。
白俄羅斯總統盧卡申科表示，俄羅斯和烏克蘭需要進行談判，雙方都發現自己已在前線長期處於僵局，各方都沒有任何實質性的推進。
拉脫維亞內政部長表示，拉脫維亞內政部將免費向烏克蘭國家警察轉讓12架無人機。
非政府組織「國際共和研究所」公佈一項民意調查，62%受訪烏克蘭人認為選舉只能在戰爭結束後舉行，22%受訪者希望最早在2024年3月舉行選舉，6%希望最早在2024年9月舉行選舉，3%希望在2025年3月舉行，如果舉行公投，79% 受訪者將投票加入北約，82%受訪者支持總統的工作。

## 10月30日
烏克蘭空軍表示，俄軍向烏克蘭發射12架無人機和2枚Kh-59制導導彈，防空系統在尼古拉耶夫、赫爾松、基洛夫格勒、切爾卡瑟州等上空擊落所有無人機和導彈。烏克蘭赫爾松州政府表示，俄羅斯對赫爾松市和其他五個地區發動襲擊，至少造成13名平民受傷。赫爾松市軍事管理局表示，俄羅斯軍隊從第聶伯羅河東岸向中央區發動襲擊，至少造成1名平民死亡，3名平民受傷。敖德薩州州長表示，俄羅斯軍隊襲擊敖德薩地區船隻維修設施，至少造成4名平民受傷。
烏克蘭武裝部隊總參謀部表示，自全面入侵以來，俄羅斯在烏克蘭損失299,940名士兵，過去一天俄羅斯部隊有860人傷亡，累計損失5,190輛坦克、9,775輛裝甲戰車、9,555輛汽車和油箱、7,202個火炮系統、834個多發火箭發射系統、559個防空系統、321架飛機、324架直升機、5,419架無人機、20艘船隻和1艘潛艇。總參謀部表示，俄羅斯軍隊試圖奪回扎波羅齊州羅博坦和頓斯克州安德里耶夫卡附近早前失去的陣地，但沒有成功。另外，烏克蘭軍方擊退俄羅斯在哈爾科夫州庫皮揚斯克周圍以及頓涅茨克州萊曼、阿夫迪耶夫卡、馬林卡和沙赫塔爾斯克附近的多次襲擊，在过去24小时内，前线地区发生30次战斗，乌克兰空军、火箭炮和炮兵部队对俄军人员和装备集中区、导弹设施、防空设施实施打击，摧毁俄军9门火炮和6个重要目标。烏克蘭陸軍總司令亞歷山大·瑟爾斯基表示，俄羅斯加強在巴赫穆特地區的部隊，並從防禦轉為積極行動，東部戰線局勢仍然困難，俄羅斯在庫皮揚斯克地區活動增加，俄軍正在向幾個方向進攻。
俄罗斯国防部表示，俄军在库皮扬斯克、扎波罗热、顿涅茨克等多个方向与乌军发生战斗。在扎波罗热地区，乌军损失2辆坦克，其中一辆为德制「豹式」坦克，防空系统击落39架乌克兰无人机，亦摧毁乌军一座弹药库，打击乌军4个旅的指挥所。另外，國防部表示，部隊擊落烏克蘭向俄佔克里米亞發射的8枚暴風影導彈。俄佔塞瓦斯托波爾官員表示，防空部隊擊落上空的2個目標，碎片至少造成1名平民受傷。
非牟利智庫「戰爭研究所」表示，烏克蘭軍隊在位於頓涅茨克巴赫穆特西南10公里的庫爾迪烏夫卡東北方向推進，並在扎波羅茲州西部的羅博季涅以西略有前進。
俄羅斯國防部長紹伊古在第十屆北京香山論壇上，指責西方試圖將俄烏戰爭擴大到亞太地區，聲稱北約國家正在增加在亞太地區的軍事存在。俄羅斯聯邦安全局表示，在克里米亞塞瓦斯托波爾拘留一名向烏克蘭軍方傳遞敏感資訊的俄羅斯公民。
烏克蘭軍方戰略通訊中心表示，烏克蘭軍隊襲擊俄佔克里米亞西海岸的戰略防空設施。俄羅斯Telegram頻道Astra則表示，烏克蘭導彈襲擊克里米亞西部奧萊內夫卡村附近的俄羅斯防空部隊基地，至少造成17名俄羅斯士兵受傷，損壞5輛軍車。
烏克蘭克里米亞檢察官辦公室表示，在涉事人缺席下，法院判決5名在俄佔克里米亞工作的法官叛國罪成，判處至少12年監禁。頓涅茨克州檢察官辦公室指控，俄佔頓涅茨克沃爾諾瓦哈一隊俄羅斯軍隊未能要求一個家庭離開，因而殺害9名平民，包括3名婦女和2名5歲和9歲的兒童。烏克蘭國家抵抗中心表示，克里姆林宮已將俄佔盧甘斯克地區部分城鎮聚集地，包括謝維耶羅多涅茨克、利西昌斯克和盧比日涅，移交俄羅斯聯邦主體韃靼斯坦共和國控制。烏克蘭國防部內部審計局表示，在對大約40個軍事單位進行審計後發現，超過340萬美元的額外賠償被不合理地支付給沒有部署到前線且沒有執行任何戰鬥任務的人員。
烏克蘭非政府組織「區域人權中心」律師凱特琳娜·拉舍夫斯卡表示，俄羅斯今年為灌輸政治和軍事目的，將至少 8,330名烏克蘭兒童強行送入「再教育營」，至少46個營地位於俄羅斯本土，7個位於克里米亞，8個位於白俄羅斯，部分兒童則被安置在軍營，並需要攜帶武器，學習射擊，向俄羅斯指揮官致敬，俄羅斯政府亦制訂「文化地圖4+85」專案，旨在強制驅逐的烏克蘭兒童融合，並成為俄羅斯聯邦公民。拉舍夫斯卡形容，對烏克蘭兒童進行再教育和灌輸的嘗試具有明顯的種族滅絕特徵。
烏克蘭外交部發言人駁斥有關俄羅斯指控基輔參與俄羅斯達吉斯坦馬哈奇卡拉機場的反猶太騷亂，直指事件反映的是俄羅斯精英和社會根深蒂固的反猶太主義。俄羅斯總統普京則表示，馬哈奇卡拉的反猶太主義騷亂是西方情報機構操縱的結果，並且在烏克蘭領土進行操縱。
荷蘭總理呂特表示，荷蘭承諾向烏克蘭提供的F-16戰機將在兩週內交付給羅馬尼亞，以供烏克蘭飛行員進行訓練。
俄羅斯國營媒體Ria Novosti報道，烏克蘭總統泽连斯基家族擁有的克里米亚雅尔塔的公寓被俄罗斯当局拍卖。

## 10月31日
烏克蘭當局表示，截至31日上午9時，俄羅斯在過去24小時內，一共襲擊12個州，包括波爾塔瓦州、赫梅利尼茨基州、第聶伯羅彼得羅夫斯克州、哈爾科夫州、扎波羅熱州、蘇梅州、切爾尼戈夫州、尼古拉耶夫州、盧甘斯克州、敖德薩州、赫爾松州和頓涅茨克州，至少造成1名平民死亡，21名平民受傷。赫爾松州長表示，俄羅斯軍隊多次襲擊赫爾松市，至少造成1名平民死亡，2名平民受傷。烏克蘭南方司令部表示，俄軍使用無人機襲擊赫爾松州一輛疏散巴士，至少造成2名平民受傷。克雷門丘克一家煉油廠遭到俄軍襲擊後起火。
烏克蘭武裝部隊總參謀部表示，自全面入侵以來，俄羅斯在烏克蘭損失300,810名士兵，過去一天俄羅斯部隊有870人傷亡，累計損失5,211輛坦克、9,804輛裝甲戰車、9,590輛汽車和油箱、7,227個火炮系統、844個多發火箭發射系統、562個防空系統和5,440架無人機等。
英國國防部援引俄羅斯國營通訊社報道表示，俄羅斯更換在俄佔赫爾松部隊的管理層，由俄羅斯駐烏克蘭部隊副指揮官米哈伊爾·特普林斯基上校接替奧列格·馬卡列維奇上校，表明俄羅斯軍隊在該地區面臨的壓力越來越大，俄佔扎波羅熱州官員則表示，馬卡列維奇因向上級提供有關當地局勢的虛假報告而被免職。
聯合國人權事務高級專員發表調查報告，調查10月5日俄羅斯針對赫羅札的導彈襲擊，結果顯示襲擊中喪生的全部59人都是平民，報告還表示，有合理理由相信，事發地或附近沒有軍事人員或任何其他合法軍事目標，得出兩個可能結論，俄羅斯未能做足任何可行工作，來核實攻擊目標是否軍事目標或者故意針對平民。
烏克蘭總理什米加爾表示，烏克蘭與簽署歐盟委員會「恢復和改革」支援計劃，獲得35.4億美元的援助，並將分配給重建基礎設施，特別是能源部門，打擊腐敗、支援環境保護和數字化改革。烏克蘭財政部表示，烏克蘭國家預算在10月份從國際合作夥伴美國和歐盟收到約28億美元，包括來自美國的11.5億美元援助和歐盟宏觀財政援助計劃的16億美元。
美國國防部長奧斯汀和國務卿布林肯，在參議院聽證會上表示，必須立即批准對烏克蘭和以色列1050億美元資金法案援助，對兩國的援助已經眾議院議長空缺，而擱置數週。
烏克蘭文化部表示，聯合國教科文組織代表到訪切爾尼戈夫，並將評估俄羅斯襲擊對切爾尼戈夫文化遺產造成的破壞，收集受損地點資料，制定修復計劃。